# Semi-Bantous
 (février 2014).
Si vous disposez d'ouvrages ou d'articles de référence ou si vous connaissez des sites web de qualité traitant du thème abordé ici, merci de compléter l'article en donnant les références utiles à sa vérifiabilité et en les liant à la section « Notes et références ».
Les Semi-Bantous ou Lesse sont un peuple d'Afrique centrale classé par SIL International dans le groupe des Bantous vivant principalement dans la République démocratique du Congo.

## Sources
- SIL International